# Atletismo nos Jogos Olímpicos de Verão de 2016 - 20 km marcha atlética masculina
A competição dos 20 km de marcha atlética masculina do atletismo nos Jogos Olímpicos de Verão de 2016 aconteceu no dia 12 de agosto ao longo da Praia do Pontal, no Rio de Janeiro.

## Calendário
Horário local (UTC−3).
| Data                | Horário | Fase  |
| ------------------- | ------- | ----- |
| Sexta, 12 de agosto | 14:30   | Final |

## Medalhistas
| Ouro   | CHN Wang Zhen       |
| Prata  | CHN Cai Zelin       |
| Bronze | AUS Dane Bird-Smith |

## Recordes
Antes desta competição, os recordes mundiais e olímpicos da prova eram os seguintes:
| Tipo | Atleta        | Tempo   | Local   | Data                |
| ---- | ------------- | ------- | ------- | ------------------- |
|      | Yusuke Suzuki | 1:16:36 | Nomi    | 15 de março de 2015 |
|      | Chen Ding     | 1:18:46 | Londres | 4 de agosto de 2012 |

## Resultados
| Pos.              | Atleta                  | CON               | Tempo   | Notas                |
| ----------------- | ----------------------- | ----------------- | ------- | -------------------- |
| Medalha de ouro   | Wang Zhen               | CHN China         | 1:19:14 |                      |
| Medalha de prata  | Cai Zelin               | CHN China         | 1:19:26 | Recorde pessoal      |
| Medalha de bronze | Dane Bird-Smith         | AUS Austrália     | 1:19:37 | Recorde pessoal      |
| 4                 | Caio Bonfim             | BRA Brasil        | 1:19:42 | Recorde nacional     |
| 5                 | Christopher Linke       | GER Alemanha      | 1:20:00 |                      |
| 6                 | Tom Bosworth            | GBR Grã-Bretanha  | 1:20:13 | Recorde nacional     |
| 7                 | Daisuke Matsunaga       | JPN Japão         | 1:20:22 |                      |
| 8                 | Matteo Giupponi         | ITA Itália        | 1:20:27 | Recorde pessoal      |
| 9                 | Manuel Esteban Soto     | COL Colômbia      | 1:20:36 | Recorde pessoal      |
| 10                | Evan Dunfee             | CAN Canadá        | 1:20:49 |                      |
| 11                | Miguel Ángel López      | ESP Espanha       | 1:20:58 |                      |
| 12                | Iñaki Gómez             | CAN Canadá        | 1:21:12 |                      |
| 13                | Manish Singh Rawat      | IND Índia         | 1:21:21 |                      |
| 14                | Ever Palma              | MEX México        | 1:21:24 |                      |
| 15                | Éider Arévalo           | COL Colômbia      | 1:21:36 |                      |
| 16                | Ruslan Dmytrenko        | UKR Ucrânia       | 1:21:40 |                      |
| 17                | Kim Hyun-sub            | KOR Coreia do Sul | 1:21:44 | Recorde da temporada |
| 18                | Hagen Pohle             | GER Alemanha      | 1:21:44 |                      |
| 19                | Jakub Jelonek           | POL Polônia       | 1:21:52 |                      |
| 20                | Alexandros Papamichail  | GRE Grécia        | 1:21:55 |                      |
| 21                | Isamu Fujisawa          | JPN Japão         | 1:22:03 |                      |
| 22                | Álvaro Martín           | ESP Espanha       | 1:22:11 |                      |
| 23                | Pedro Daniel Gómez      | MEX México        | 1:22:22 |                      |
| 24                | Richard Vargas          | VEN Venezuela     | 1:22:23 |                      |
| 25                | Yerko Araya             | CHI Chile         | 1:22:23 |                      |
| 26                | Marius Žiūkas           | LTU Lituânia      | 1:22:27 | Recorde da temporada |
| 27                | Benjamin Thorne         | CAN Canadá        | 1:22:28 |                      |
| 28                | Máté Helebrandt         | HUN Hungria       | 1:22:31 | Recorde pessoal      |
| 29                | Luis Fernando López     | COL Colômbia      | 1:22:32 |                      |
| 30                | Ersin Tacir             | TUR Turquia       | 1:22:53 |                      |
| 31                | João Vieira             | POR Portugal      | 1:23:03 |                      |
| 32                | Anton Kučmín            | SVK Eslováquia    | 1:23:17 |                      |
| 33                | Rhydian Cowley          | AUS Austrália     | 1:23:30 |                      |
| 34                | Georgiy Sheiko          | KAZ Cazaquistão   | 1:23:31 |                      |
| 35                | Ihor Hlavan             | UKR Ucrânia       | 1:23:32 |                      |
| 36                | Hassanine Sebei         | TUN Tunísia       | 1:23:44 |                      |
| 37                | Daniel Pintado          | ECU Equador       | 1:23:44 |                      |
| 38                | Nils Brembach           | GER Alemanha      | 1:23:46 |                      |
| 39                | Chen Ding               | CHN China         | 1:23:54 |                      |
| 40                | Nazar Kovalenko         | UKR Ucrânia       | 1:24:40 |                      |
| 41                | Paolo Yurivilca         | PER Peru          | 1:24:48 |                      |
| 42                | Eiki Takahashi          | JPN Japão         | 1:24:59 |                      |
| 43                | Aliaksandr Liakhovich   | BLR Bielorrússia  | 1:25:04 |                      |
| 44                | Lebogang Shange         | RSA África do Sul | 1:25:07 |                      |
| 45                | Marco Antonio Rodríguez | BOL Bolívia       | 1:25:11 | Recorde da temporada |
| 46                | Alex Wright             | IRL Irlanda       | 1:25:25 |                      |
| 47                | Artur Brzozowski        | POL Polônia       | 1:25:29 |                      |
| 48                | Erik Tysse              | NOR Noruega       | 1:26:06 |                      |
| 49                | Kévin Campion           | FRA França        | 1:26:22 |                      |
| 50                | Erick Barrondo          | GUA Guatemala     | 1:27:01 |                      |
| 51                | Juan Manuel Cano        | ARG Argentina     | 1:27:27 |                      |
| 52                | Julio César Salazar     | MEX México        | 1:27:38 |                      |
| 53                | Sérgio Vieira           | POR Portugal      | 1:27:39 |                      |
| 54                | Hamid Reza Zouravand    | IRI Irã           | 1:27:45 |                      |
| 55                | Francisco Arcilla       | ESP Espanha       | 1:27:50 |                      |
| 56                | José María Raymundo     | GUA Guatemala     | 1:29:07 |                      |
| 57                | Choe Byeong-kwang       | KOR Coreia do Sul | 1:29:08 |                      |
| 58                | Wayne Snyman            | RSA África do Sul | 1:29:20 |                      |
| 59                | Marius Šavelskis        | LTU Lituânia      | 1:29:26 |                      |
| 60                | Nguyễn Thành Ngưng      | VIE Vietnã        | 1:30:01 |                      |
| 61                | Byun Young-jun          | KOR Coreia do Sul | 1:30:38 |                      |
| 62                | Mert Atlı               | TUR Turquia       | 1:31:36 |                      |
| 63                | Moacir Zimmermann       | BRA Brasil        | 1:33:58 |                      |
| 64                | Samuel Gathimba         | KEN Quênia        | DNF     |                      |
| 64                | Simon Wachira           | KEN Quênia        | DNF     |                      |
| 64                | Perseus Karlström       | SWE Suécia        | DNF     |                      |
| 64                | Dzianis Simanovich      | BLR Bielorrússia  | DNF     |                      |
| 64                | José Alessandro Bagio   | BRA Brasil        | DNF     |                      |
| 64                | Andrés Chocho           | ECU Equador       | DSQ     | R230.7               |
| 64                | Mauricio Arteaga        | ECU Equador       | DSQ     | R230.7               |
| 64                | Ganapathi Krishnan      | IND Índia         | DSQ     | R230.7               |
| 64                | Łukasz Nowak            | POL Polônia       | DSQ     | R230.7               |
| 64                | Quentin Rew             | NZL Nova Zelândia | DSQ     | R230.7               |
| 64                | Gurmeet Singh           | IND Índia         | DSQ     | R230.7               |

Legenda
| Recorde mundial      | Recorde mundial (World record)               |                       | Recorde africano                      | Recorde africano (African) |                                           | Q | Classificado por posição (Qualified) |
| Recorde olímpico     | Recorde olímpico (Olympic record)            | Recorde da América    | Recorde da América (Americas)         | q                          | Classificado por melhor tempo (Qualified) |   |                                      |
| Melhor marca do ano  | Melhor marca do ano (World leading)          | Recorde asiático      | Recorde asiático (Asian)              | DNS                        | Não largou (Did not start)                |   |                                      |
| Recorde nacional     | Recorde nacional (National record)           | Recorde europeu       | Recorde europeu (European)            | DNF                        | Não terminou (Did not finish)             |   |                                      |
| Recorde pessoal      | Recorde pessoal do atleta (Personal best)    | Recorde da Oceania    | Recorde da Oceania (Oceania)          | DSQ / DQ                   | Desclassificado (Disqualified)            |   |                                      |
| Recorde da temporada | Recorde da temporada do atleta (Season best) | Recorde sul-americano | Recorde sul-americano (South America) | NM                         | Sem marca (No mark)                       |   |                                      |